# 圣路斐乐主教座堂

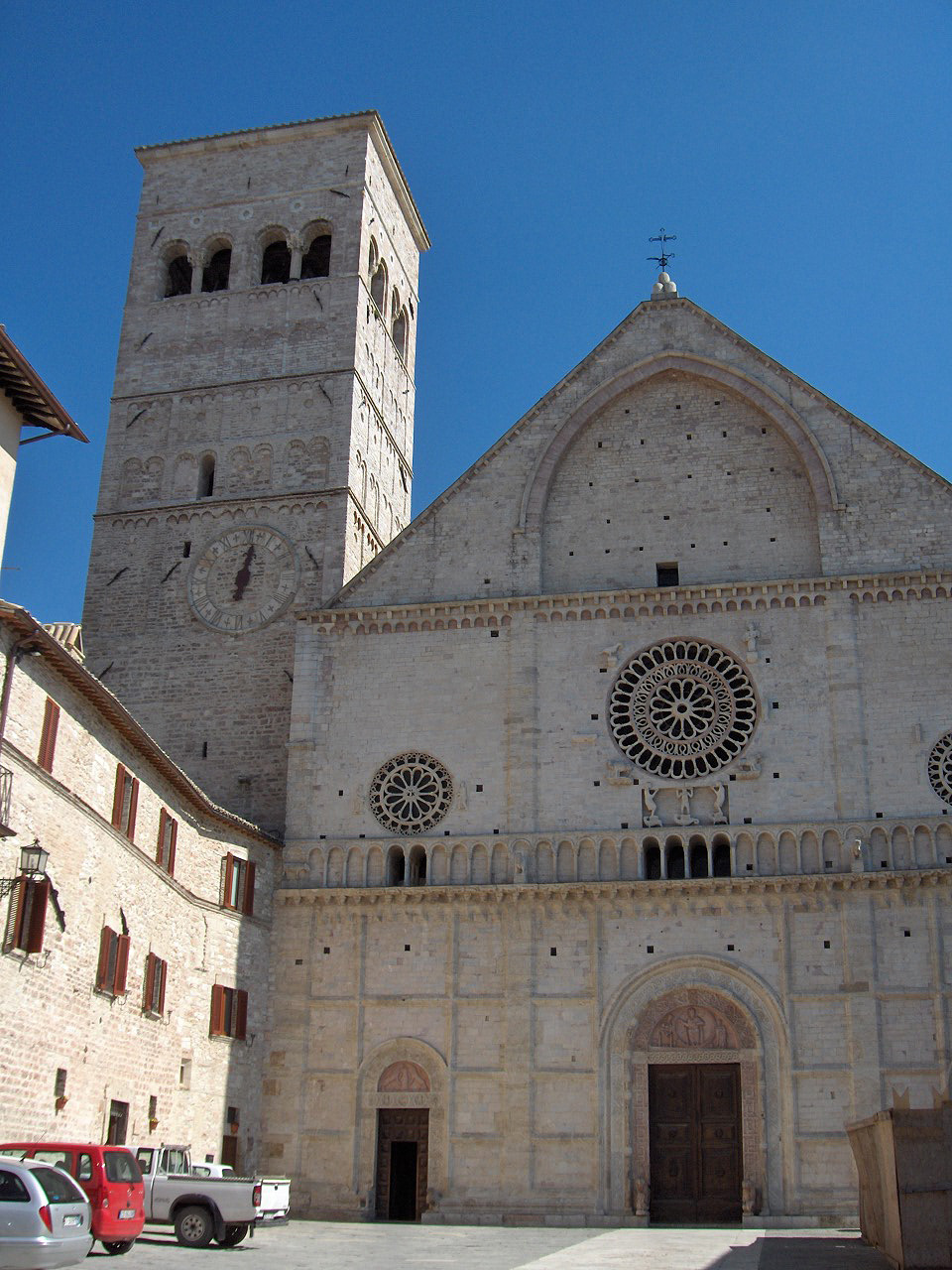
圣路斐乐主教座堂

圣路斐乐主教座堂（San Rufino）位于意大利中部翁布里亚大区阿西西，是天主教阿西西-諾切勞恩布拉-瓜爾多塔迪諾教区的主教座堂，在方济各会的历史上相当重要。圣方济各 (1182)、圣嘉勒（1193）和他们许多初期的追随者都是在此受洗。

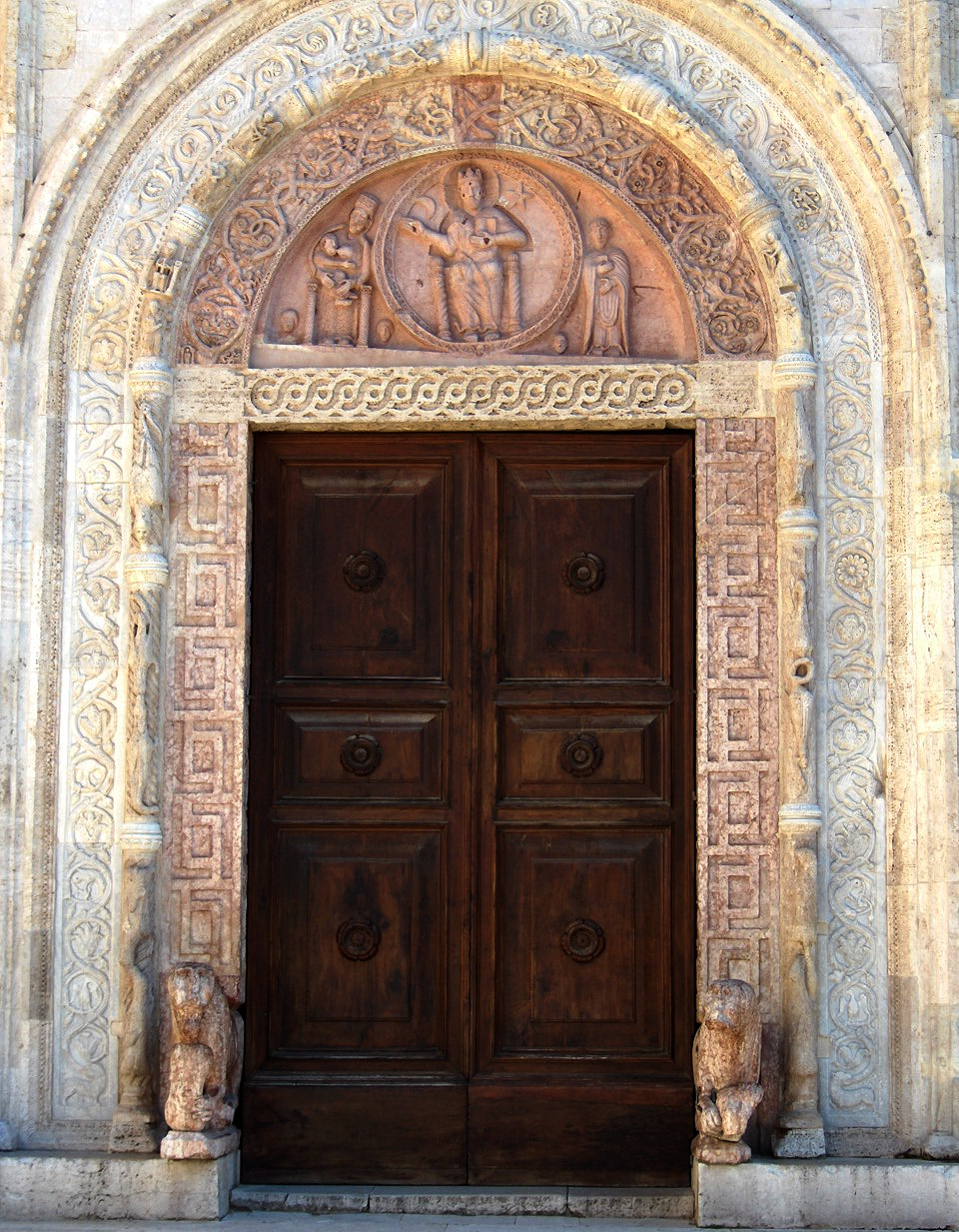
中门

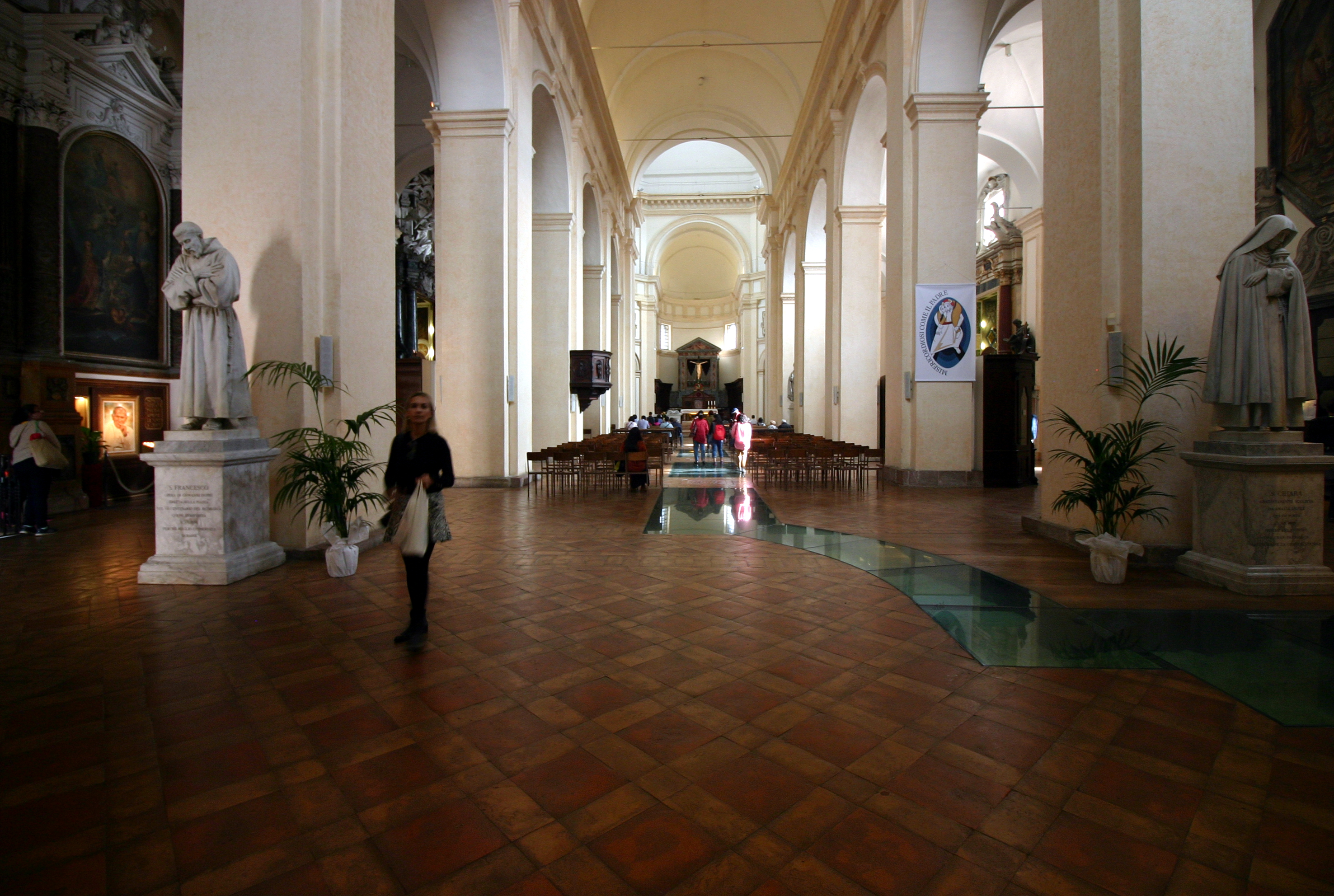
内部